# Bouëx
Bouëx ist eine Gemeinde mit 845 Einwohnern (Stand 1. Januar 2022) im westfranzösischen Département Charente in der Region Nouvelle-Aquitaine.

## Lage
Die Gemeinde Bouëx liegt in einer Höhe von etwa 140 Metern ü. d. M. etwa 17 Kilometer (Fahrtstrecke) südöstlich von Angoulême in der alten Kulturlandschaft des Angoumois. Das Flüsschen Échelle durchfließt das Gemeindegebiet.

## Bevölkerungsentwicklung
| Jahr      | 1962 | 1968 | 1975 | 1982 | 1990 | 1999 | 2006 | 2016 |
| Einwohner | 469  | 441  | 533  | 639  | 747  | 808  | 887  | 902  |

Im 19. Jahrhundert hatte die Gemeinde meist zwischen 700 und 900 Einwohner; infolge der Reblauskrise im Weinbau und der Mechanisierung der Landwirtschaft sank die Einwohnerzahl seit etwa 1880 kontinuierlich auf die Tiefststände in den 1950er und 1960er Jahren ab. Wegen der Nähe zu Angoulême und der auf dem Lande deutlich niedrigeren Immobilienpreise ist in den letzten Jahrzehnten wieder ein Bevölkerungsanstieg zu verzeichnen.

## Wirtschaft
Die Einwohner der Gemeinde lebten jahrhundertelang nach den Prinzipien der Selbstversorgung von der Landwirtschaft; Marktstädte waren zu weit entfernt. Die Böden der Gemeinde gehören noch zu den Bons Bois des Weinbaugebietes Cognac, doch sind die Absätze bei teuren Weinbränden und selbst bei Wein in den letzten Jahrzehnten eher rückläufig, so dass der Weinbau keine Rolle mehr spielt. Einnahmen aus dem Tourismus, insbesondere der Vermietung von Ferienwohnungen (gîtes), sind dagegen seit den 1960er Jahren deutlich wichtiger geworden.

## Geschichte
Eine Familie der Grundherren (seigneurs) von Boueix ist schon aus mittelalterlicher Zeit überliefert.

## Sehenswürdigkeiten

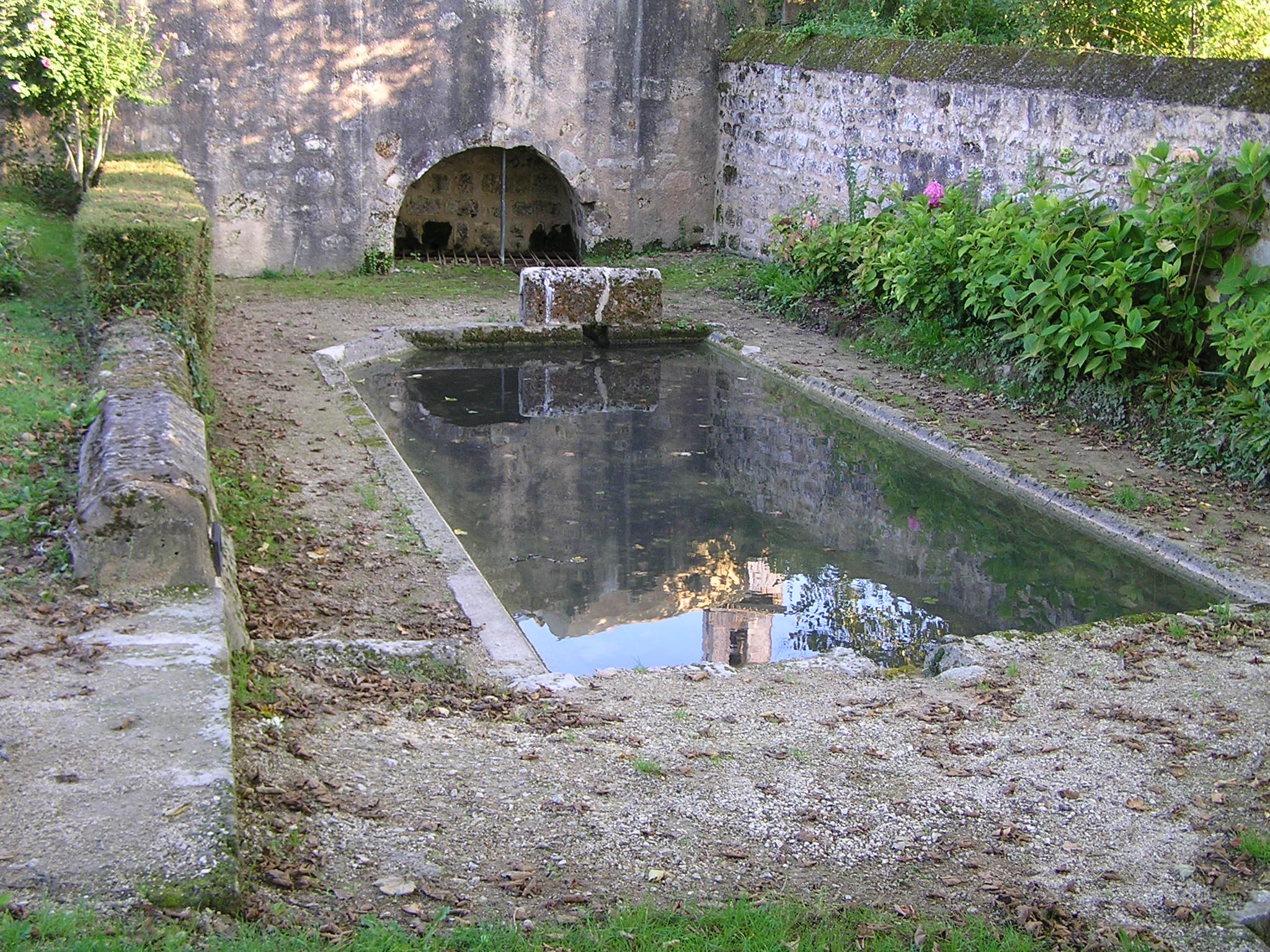
Waschhaus (lavoir)

- Die ursprünglich romanische Pfarrkirche Saint-Étienne geht auf das 12. Jahrhundert zurück und war die ehemalige Burgkapelle; sie wurde jedoch im Lauf der Zeit mehrfach restauriert. Interessant ist die rippengewölbte gotische Apsis; der kleine Glockenturm stammt aus dem 17. Jahrhundert.
- Das Château de Boueix steht in der Ortsmitte; es ist ein zweiflügeliger Bau aus dem 15. und 17./18. Jahrhundert und besteht nur aus einem verputzten Erdgeschoss und einem ausgebauten Dachgeschoss mit Lukarnenfenstern. Ein quadratischer Wachturm steht etwas abseits. Der in Privatbesitz befindliche Baukomplex ist seit 2009 als Monument historique[1] anerkannt.
- Ebenfalls im Ortszentrum befindet sich ein nicht überdachter Waschplatz (lavoir) aus dem 19. Jahrhundert.